# Choi Hung (tunnelbanestation)
Choi Hung är en tunnelbanestation i Ngau Chi Wan i Hongkong. Choi Hung Station är den enda stationen att ha fyra plattformar för en linje i Hongkongs tunnelbanesystemet, eftersom spåret mellan spår 2 och spår 3 är spåret som tåget avgår till Kowloon Bay Depot. Choi Hung syftar på "Regnbåge" på kinesiska (kantonesiska uttal).

## Linjer
Kwun Tong-linjen

## Stationsstruktur
| P | Spår Kwun Tong-linjen till Kwun Tong Mittperrong (Dörrer öppnar på högern) Spår Kwun Tong-linjen Spår Kwun Tong-linjen Mittperrong (Dörrer öppnar på högern) Spår Kwun Tong-linjen till Tsim Sha TsuiYau Ma Tei |

| P | Spår Kwun Tong-linjen till Kwun Tong Mittperrong (Dörrer öppnar på högern) Spår Kwun Tong-linjen Spår Kwun Tong-linjen Mittperrong (Dörrer öppnar på högern) Spår Kwun Tong-linjen till Tsim Sha TsuiYau Ma Tei |

| P | Spår Kwun Tong-linjen till Kwun Tong Mittperrong (Dörrer öppnar på högern) Spår Kwun Tong-linjen Spår Kwun Tong-linjen Mittperrong (Dörrer öppnar på högern) Spår Kwun Tong-linjen till Centralen |

| P | Spår Kwun Tong-linjen till Kwun Tong Mittperrong (Dörrer öppnar på högern) Spår Kwun Tong-linjen Spår Kwun Tong-linjen Mittperrong (Dörrer öppnar på högern) Spår Kwun Tong-linjen till Yau Ma Tei |

| P | Spår Kwun Tong-linjen till Quarry Bay Mittperrong (Dörrer öppnar på högern) Spår Kwun Tong-linjen Spår Kwun Tong-linjen Mittperrong (Dörrer öppnar på högern) Spår Kwun Tong-linjen till Yau Ma Tei |

| P | Spår Kwun Tong-linjen till North Point Mittperrong (Dörrer öppnar på högern) Spår Kwun Tong-linjen Spår Kwun Tong-linjen Mittperrong (Dörrer öppnar på högern) Spår Kwun Tong-linjen till Yau Ma Tei |

### 2002- ca 2016
| C | Entréhall, affärer |
| P | Spår Kwun Tong-linjen till Tiu Keng Leng Mittperrong (Dörrer öppnar på högern) Spår Kwun Tong-linjen Spår Kwun Tong-linjen Mittperrong (Dörrer öppnar på högern) Spår Kwun Tong-linjen till Yau Ma Tei |

### ca 2016-
| P | Spår Kwun Tong-linjen till Tiu Keng Leng Mittperrong (Dörrer öppnar på högern) Spår Kwun Tong-linjen Spår Kwun Tong-linjen Mittperrong (Dörrer öppnar på högern) Spår Kwun Tong-linjen till Whampoa |

Choi Hung Station har tre spår och fyra plattformar. Alla plattformar har plattformsdörrar. Spåret mellan spår 2 och spår 3 planerades att vara East Kowloon Lines spår till Kowloon Bay Depot medan Kwun Tong-linjen störs inte.

## Föregående och efterföljande stationer
```
Kwun Tong-linjen: 
Diamond Hill
 → 
Choi Hung
 → 
Kowloon Bay
```

## Utgångar
| Kod   | Destination               |
| ----- | ------------------------- |
| A1-A3 | Ping Shek Estate          |
| B     | Ngau Chi Wan Civic Center |
| C1-C4 | Choi Hung Estate          |

## Anslutande lokaltrafik
| Ngau Chi Wan Village (Utgång C2)                                                                                         |
| --- |
| 3M, 3P, 10, 38, 40, 40P, 80, 80P, 89, 290, 290A, 91, 91M, 91P, 92, 96R E22, E22A, E22S, E22X, N26, A29, NA29             |
| Tan Fung House (Utgång C4)                                                                                               |
| 3D, 3M, 3P, 9, 10, 11C, N216, 21, 26M, 258D, 259D, 62X, 268C, 269C, 95 111, 671, E22, E22P, E22X, N26, N29               |
| Ngau Chi Wan Market (Utgång B)                                                                                           |
| 3M, 3P. 14D, 21, 26M, 27, 29M, E22P, N26                                                                                 |
| Ping Shek Estate Bussterminal (Utgång A3)                                                                                |
| 3M, 3P, 9, 10, 14D, N216, 21, 26, N26, 26M, 27, 29M, 42, 290, 290A, 91, 91M, 91P, 92, 292P, 95, 96R 111, 606, 606A, E22P |